# Goree Carter
Pour les articles homonymes, voir Carter.
Goree Carter, né le 31 décembre 1930 à Houston, Texas, et mort le 29 décembre 1990 à Houston, est un guitariste, chanteur, batteur, chef d'orchestre et auteur-compositeur américain, surtout actif dans les années 1940-1950. Connu également sous les de noms de scène Little T-Bone, Rocky Thompson et Gory Carter, il s'est illustré dans les genres de blues tels que le blues électrique, le jump blues et le Texas blues.
Il est surtout connu pour son single de 1949, Rock Awhile, qui est cité par plusieurs sources comme « le premier disque de rock 'n' roll »,,.

## Biographie
Goree Chester Carter (ou Christy Carter) naît et grandit à Houston, au Texas. Vers 12 ou 13 ans, il apprend à jouer du blues en autodidacte sur la guitare d'un cousin. Adolescent, il commence à gagner sa vie en portant des sacs à la rizerie locale Comet. Avec sa guitare Gibson, il commence également à diriger quelques groupes.
Carter est fortement influencé par un autre texan, T-Bone Walker, et aurait enregistré deux titres sur le label de Roy Milton, sous le nom de Little T-Bone. En 1949, à l’âge de 18 ans, lui et son groupe de jump blues, The Hepcats, signent chez Freedom Records et enregistrent la première parution du label, Sweet Ole Woman Blues.
En avril 1949, Goree Carter and his Hepcats enregistrent leur titre le plus connu, Rock Awhile. Celui-ci est parfois cité comme un concurrent sérieux au titre de « premier disque de rock and roll ».  Son jeu de guitare électrique annonce celui de Chuck Berry quelques années plus tard. L'intro ressemble à celle de Carol et le solo à celui de Roll Over Beethoven. Rock Awhile n'obtient cependant qu'un succès modéré.
En 1950, Goree Carter est enrôlé dans l'armée et sert pendant plus d'un an comme soldat d'infanterie de private first class durant la guerre de Corée. Après son retour à Houston vers 1951, sa carrière musicale commence à décliner. Il continue d’enregistrer pour plusieurs labels, dont Freedom, Bayou, Coral, Imperial, Jade, Modern et Peacock, avec un succès limité. D'autres de ses titres, comme Let's Rock, préfigurent également le rock 'n' roll, mais sans jamais s'éloigner beaucoup du style de T-Bone Walker. Après 1954, Carter se retire de la vie musicale. Il écrit un certain nombre de chansons pendant cette période, mais déclare qu'il les a « déchirées » parce que les maisons de disques ne le laissaient pas enregistrer.
Carter retourne travailler à la Comet Rice Mill locale jusqu'à sa fermeture des décennies plus tard. Il continue à jouer des concerts occasionnels à Houston, s'asseyant une fois avec l'artiste invité B. B. King. Sa dernière performance live remonte à 1970. Plus tard, il développe de l'arthrite et n'est plus entendu jusqu'en 1982, lorsqu'il reçoit la visite de membres du groupe Juke Jumpers chez lui.
Goree Carter meurt à Houston, à l'âge de 59 ans, dans la maison où il était né. Il est enterré au cimetière national de Houston.

## Discographie
- Rock Awhile (Freedom Records)
- She’s Just Old Fashioned (Freedom Records)
- Back Home Blues (Freedom 1506)
- Bull Corn Blues (Jade 207)
- I’m Your Boogie Man (Coral Records)